# Granisetron
Granisetron je antiemetik iz skupine antagonista serotonina

## Farmakoterapijska skupina i djelovanje
Granisetron je snažan, visoko selektivan antagonist receptora serotonina (5-HT3) s antiemetičkim djelovanjem. Studije su pokazale slab afinitet granisetrona za druge tipove serotoninskih receptora ili receptore dopamina (D2). Granisetron je učinkovit oralno u prevenciji te intravenski u profilaksi i u liječenju simptoma povraćanja i mučnine izazvanih kemoterapijom i zračenjem. Njegov glavni učinak očituje se u smanjenju aktivnosti desetog kranijalnog živca, nervusa vagusa, na centar za povraćanje u produženoj moždini. Nema puno učinka na mučninu izazvanu vožnjom. 

## Farmakokinetski podaci
Na apsorpciju granisetrona uglavnom ne utječe hrana; stoga je apsorpcija brza i potpuna. Oralna bioraspoloživost iznosi oko 60%, zbog učinka prvog prolaza kroz jetru. Srednji volumen distribucije je približno 3 l/kg; vezanje na proteine plazme je oko 65%.  Brzo se i intenzivno metabolizira uglavnom procesom N-demetilacije i oksidacijom aromatskog prstena nakon kojih slijedi konjugacija. Srednji poluživot u plazmi oralnog i intravenskog oblika je 9 sati. Većinom se eliminira metabolizmom u jetri. Otprilike 12% doze granisetrona se izlučuje nepromijenjeno putem urina, dok na sadržaj metabolita otpada otprilike 47% doze. Ostatak se izlučuje stolicom u obliku metabolita. Farmakokinetski podaci o oralnom i intravenskom granisetronu ne pokazuju odstupanja od linearne krivulje niti u slučajevima kad se primjeni oralna doza 2,5 puta viša od preporučene, niti intravenska doza 4 puta viša od preporučene.

## Terapijske indikacije
Granisetron je indiciran u prevenciji i liječenju (kontroli) akutne i odgođene mučnine i povraćanja induciranih tijekom terapije citostaticima i radioterapije te u prevenciji i liječenju postoperativne mučnine i povraćanja.

## Kontraindikacije
Poznata preosjetljivost na granisetron.

## Interakcije
Granisetron nije niti inducirao niti inhibirao enzim citokrom P-450 odgovoran za metabolizam lijekova u studijama u glodavaca. U ispitivanjima u ljudi, došlo je do povišenja za otprilike jednu četvrtinu vrijednosti u ukupnom klirensu intravenskog granisetrona u plazmi nakon indukcije hepatičkih enzima fenobarbitalom. Primjena granisetrona s lijekovima koji se inače prepisuju uz antiemetsko liječenje, kao što su benzodiazepini, neuroleptici i protuulkusni lijekovi, pokazala se sigurnom.

Nisu provedena klinička ispitivanja specifične interakcije u anesteziranih pacijenata, ali granisetron se uspješno upotrebljavao uz danas najčešće primjenjivane anestetike i analgetike. Osim toga, in vitro mikrosomalna ispitivanja na ljudima pokazala su da granisetron ne modificira podgrupu 3A4 citokroma P-450 (uključenu u metabolizam nekih glavnih opioidnih analgetika).

## Trudnoćaidojenje
Iako istraživanja na životinjama nisu pokazala teratogene učinke, nema iskustava u primjeni granisetrona u ljudskoj trudnoći. Zbog toga granisetron ne treba uzimati tijekom trudnoće ili ga prepisivati dojiljama, osim ako potencijalna korist od tretmana nadilazi mogući rizik. Dojenje treba prekinuti tijekom terapije. 

## Posebna upozorenja
S obzirom na to da granisetron može smanjiti normalni motilitet crijeva, bolesnike sa znakovima subakutne intestinalne opstrukcije treba pažljivo pratiti tijekom primjene granisetrona. Nema posebnih upozorenja za starije osobe, niti za osobe s oštećenom funkcijom jetre ili bubrega.

## Doziranje

### Prevencija i liječenje mučnine i povraćanja induciranih terapijomcitostaticimai radioterapijom

#### Intravenska primjena
Odrasli:

- Prevencija: potrebno je primijeniti jednu dozu 3 mg granisetrona, bilo kao sporu intravensku injekciju (tijekom 30 sekundi) ili kao intravensku infuziju gdje 3 mg granisetrona treba razrijediti u 20 do 50 ml infuzijske tekućine i aplicirati unutar 5 minuta, a prije početka terapije citostaticima.
- Liječenje: potrebno je primijeniti jednu dozu 3 mg granisetrona, bilo kao sporu intravensku injekciju (tijekom 30 sekundi) ili kao 5 minutnu infuziju. Daljnje doze u liječenju granisetronom treba primijeniti u razmacima od najmanje 10 minuta. Maksimalna doza granisetrona primijenjena u 24-satnom periodu ne treba biti viša od 9 mg.

Djeca

- Liječenje: Jedna doza od 40 µg/kg tjelesne težine (do 3 mg) treba biti primijenjena kao intravenska infuzija, razrijeđena u 10 - 30 ml infuzijske tekućine i primijenjena tijekom 5 minuta prije početka terapije citostaticima.
- Liječenje: ista doza kao i u prevenciji. Jedna dodatna doza od 40 µg/kg može se primijeniti unutar 24 sata ako je potrebno. Tu dodatnu dozu treba aplicirati najmanje 10 minuta nakon prethodne infuzije.

#### Oralni oblik
Doza granisetrona je 1 mg dva puta na dan. Prvu dozu treba dati unutar sat vremena prije početka citostatske terapije. Maksimalna doza granisetrona primijenjena u 24-satnom periodu ne treba biti viša od 9 mg. Kombinacija s deksametazonom: Učinkovitost oba farmaceutska oblika (oralnog i intravenskog) granisetrona može biti pospješena dodatkom intravenskog kortikosteroida.

### Postoperativna mučnina i povraćanje
- Prevencija: jednu dozu od 1 mg granisetrona razrijediti u 5 ml, te primijeniti kao sporu intravensku injekciju (tijekom 30 sekundi) prije uvođenja u anesteziju.
- Liječenje:potrebno je primijeniti jednu dozu od 1 mg granisetrona u 5 ml kao sporu intravensku injekciju (tijekom 30 sekundi). Maksimalna doza i duljina liječenja: dvije doze (2 mg) u jednom danu.

## Predoziranje
U slučaju predoziranja potrebno je primijeniti simptomatsku terapiju. Zabilježeno je predoziranje i nakon oralne i intravenske primjene Kytrila. Prijavljeno je predoziranje od 38,5 mg intravenske doze granisetrona. Jedina smetnja nakon primjene bila je lagana glavobolja. Nema specifičnog antidota za granisetron. 

## Nuspojave
Pri provođenju istraživanja na ljudima granisetron se dobro podnosio. Kao i u slučaju s drugim lijekovima iste skupine, najčešće spominjane nuspojave bile su glavobolja i opstipacija, većinom blage i umjerene prirode, dobro podnošene od strane pacijenata.  Zabilježeni su neki slučajevi reakcija preosjetljivosti; rijetke pojave ponekad ozbiljne prirode (anafilaksija), te druge alergijske reakcije kao što su manji osipi kože. U kliničkim ispitivanjima zapažene su prolazne povišene vrijednosti jetrenih transaminaza, ali unutar dozvoljenih granica.